# بول غريفين
بول غريفين (بالألمانية: Paul Griffin) (و. 1973  م) هو راكب دراجة هوائية أيرلندي.

## روابط خارجية
- بول غريفين على موقع أرشيف الدراجات (الإنجليزية)
- بول غريفين على موقع إحصائيات الدراجات الإحترافية (الإنجليزية)
- بول غريفين على موقع نسبة الدراجات (الإنجليزية)